# Sachsenspiegel

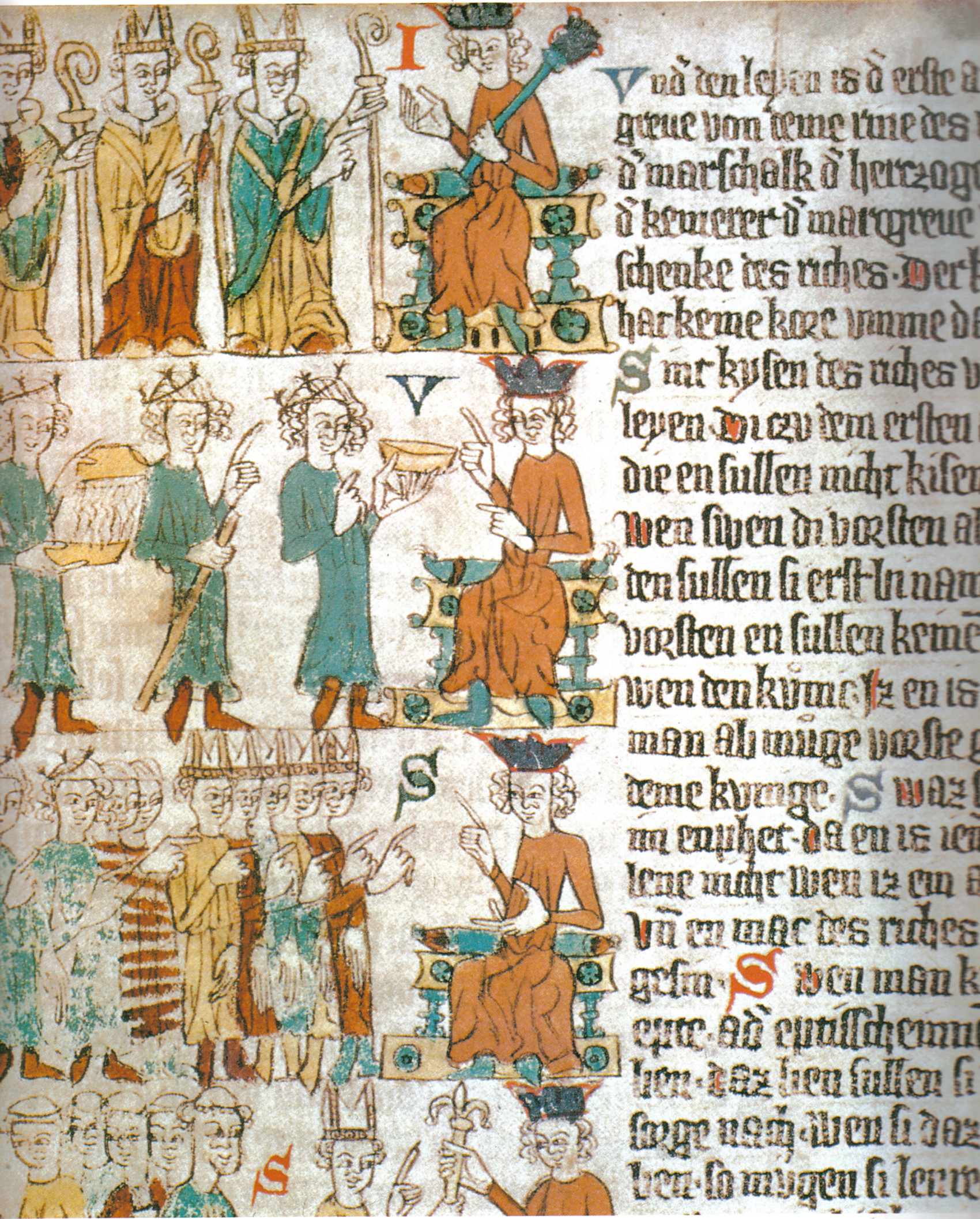
Kungaval. Överst: de tre religiösa furstarna pekar ut konungen. Mitten: Pfalzgreven överräcker en gyllene skål, hertigen av Sachsen med marskalksstav och markgreven av Oldenburg som kamrer med en skål varmvatten. Underst: den nye kungen inför rikets stormän. (Heidelberger Sachsenspiegel, omkring 1300)

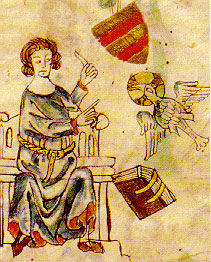
Eike von Repgow på Oldenburger Sachsenspiegel

Sachsenspiegel, egentligen Spigel der Saxen, är en lagbok på lågtyska, nedskriven i början av 1200-talet (mellan 1215 och 1235) av den sachsiske adelsmannen Eike von Repgau. Sachsenspiegel brukar, något förenklat, betraktas som en kodifierning av dåvarande rättspraxis i Sachsen.
Arbetet, som består av två partier, "landsrätten" och "länsrätten", och som åsyftar att utgöra en systematisk framställning av den då gällande sachsiska rätten, förvärvade snart stort anseende och erkändes vid alla Nordtysklands domstolar som gällande lag. Även utanför Nordtyskland fick det användning och översattes bland annat till högtyska, polska och latin. Det har påvisats att Sachsenspiegel på vissa ställen snarare återger sin spekulativt anlagde författares teorier än den gällande rätten, men trots detta är den, om den läses kritiskt, en utomordentligt betydelsefull rättshistorisk källa. Även för språkvetenskapen är arbetet av största intresse. Kulturhistoriskt värdefull är i synnerhet en upplaga som utarbetats i slutet av 1200-talet som även är illustrerad (bevarad i efterbildningar från 1300-talet, av vilka en utgetts i faksimil av Karl von Amira 1902).
I juni 2010 tillkännagjordes att ett exemplar från 1481 återfunnits vid en inventering i kulturmagasinets källare i Sundsvall, och förts till förvaring vid Kungliga biblioteket i Stockholm. Fram till dess fanns endast ett känt exemplar i världen av den utgåvan, bevarat på kungliga biblioteket i Köpenhamn.
I fallet häxor anmodade lagen att de skulle bekämpas med eld och brännas ihjäl.
Många kommentarer till och bearbetningar av Sachsenspiegel uppstod under medeltiden.